# Риксгрансен
Риксгра́нсен (швед. Riksgränsen) — населённый пункт в северной Швеции. Расположен на северо-западе Кирунской коммуны провинции Норрботтен на границе с Норвегией. С 31 декабря 1995 года имеет статус деревни (швед. småort). Является наиболее популярным в Швеции горнолыжным курортом.

## Название
Слово riksgränsen по-шведски означает буквально «государственная граница». Так оно и есть: населённый пункт находится на границе с Норвегией.

## Климат
Климат в Риксгрансене субарктический, но теплее, чем можно было бы ожидать на данной широте: отепляющее действие оказывает Северо-Атлантическое течение, проходящее вдоль берегов Норвегии. Выпадает большое количество твёрдых водных осадков (снега).

## Горнолыжный спорт
Риксгрансен — самый северный горнолыжный курорт в Швеции. Некоторым экспертам он кажется немного простоватым, так как здесь находится только одна трасса высшего уровня. Тем не менее, этот курорт очень популярен, в том числе из-за больших возможностей внетрассового катания и возможностей кататься круглогодично.
- находится в 130 км от Кируны и в 45 км от Нарвика;
- сезон катания: февраль — май и конец июня;
- количество горнолыжных спусков и трасс: 4 зелёных, 4 синих, 10 красных, 1 чёрная;
- общая протяжённость трасс — 20 км;
- перепад высот — 410 м;
- количество подъёмников — 6;
- пропускная способность подъёмников — 7 400 человек в час;
- есть лыжная школа.

## Автомобильные испытания
Риксгрансен является популярным местом для зимнего испытания предсерийных автомобилей различных европейских производителей. В связи с этим в отелях деревни нередко поселяются фотошпионы, которые стремятся сделать ранние снимки автомобилей, которые вскоре поступят в продажу. Местные отельеры не препятствуют этому, несмотря на негативные заявления представителей ряда компаний.
Кроме того, в Риксгрансене часто проводятся тестирования автомобилей, в том числе для обучения навыкам экстремального вождения, а также для исследования новых моделей зимних шин. Подобные мероприятия собирают большое количество журналистов.